# Angraecum pusillum
Angraecum pusillum är en orkidéart som beskrevs av John Lindley. Angraecum pusillum ingår i släktet Angraecum och familjen orkidéer. Inga underarter finns listade i Catalogue of Life.